# خرمای شاهانی
خرمای شاهانی یکی از ارقام خرما در ایران است. میوه آن کشیده و دارای نوکی باریک است و رنگ آن قهوه‌ای روشن می‌باشد. خرمای شاهانی نام‌های متفاوتی دارد در میناب شاونی، در قیروکارزین و جهرم و فیروزآباد و زرین دشت فارس شونی و در حاجی‌آباد (هرمزگان) به نام خورک شانی نامیده شده‌است. یکی از مهم‌ترین و فراوان‌ترین ارقام خرمای استان فارس می‌باشد که حدود ۹۵ درصد از نخل‌های جهرم و قیروکارزین را شامل می‌شود. این نوع خرما جزء خرماهای نرم است. خرمای شاهانی به علت شیرینی زیاد و خوش‌رنگی خرمای آن، مصرف داخلی فراوان دارد. خارک این رقم نیز شیرین است و مقداری از محصول شاهانی به صورت خارَک به مصرف می‌رسد.

## ماهیت آن
خرما شاهانی جزو معدود خرماهایی است که به صورت ارگانیک کشت می‌شود که طعم لذیذتر، ماندگاری بهتر و ارزش غذایی بالاتری دارد و می‌توان آن را در دمای اتاق به‌راحتی نگهداری کرد ولی برای ماندگاری بیشتر بهتر است ان را در یخچال نگهداری کرد.
خرمای شاهانی به دلیل رنگ، قیمت و کاربرد آن متقاضی زیادی دارد.
با توجه به طعم و کیفیت مطلوبش طرفداران خاص خود را در دیگر نقاط مختلف دنیا دارد و بخش عظیمی از این خرما به کشورهای دیگر صادر می‌شود و از محصولات پرورش صادراتی می‌باشد.
این خرما در استانهای هرمزگان، فارس و بوشهر قابل کشت می‌باشد. خرمای هرمزگان رطوبت و شیرهٔ بالاتری دارد درحالی‌که خرماهای فارس و بوشهر بسیار شبیه هم هستند.